# Phan Xi Păng
Phan Xi Păng (także: Fansipan; wymowaⓘ) – najwyższy szczyt Wietnamu, a zarazem całych Indochin. Położony jest w północno-zachodnim Wietnamie, 9 km od miasteczka Sa Pa. Fansipan potocznie nazywany jest dachem Indochin.

## Wspinaczka na Phan Xi Păng
Hotele oraz biura turystyczne w Sa Pa organizują jedno-, dwu-, trzy- i czterodniowe wyprawy na szczyt. Turystom o dobrej kondycji fizycznej rekomenduje się wybranie opcji dwu- lub trzydniowej. Jednodniowa wyprawa uważana jest za bardzo trudną. Treking nie wymaga specjalistycznego sprzętu wspinaczkowego. Szlak biegnie przez las deszczowy. W wyższych partiach gatunkiem dominującym jest bambus – zarówno formy drzewiaste, jak i krzewiaste.
Przez większą część roku widoczność na szczycie ograniczają gęste mgły. Największą szansę na lepszą pogodę daje zorganizowanie wyprawy od stycznia do kwietnia. Opady śniegu, nawet w miesiącach zimowych, są zjawiskiem niezwykle rzadkim. 

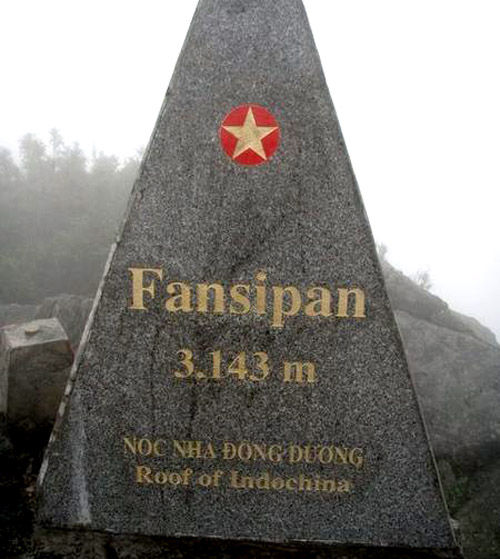
Obelisk na szczycie góry z oznaczeniem wysokości